# Rock walk of fame
Sunset Boulevard uma localidade de Los Angeles é onde se encontra a "Hollywood Rock Walk".
Um "hall of fame" que homenageia os mais notáveis artistas musicais, de Chuck Berry e The Cure a Queen e Stevie Ray Vaughan. Os artistas são convidados a deixarem as marcas das suas mãos em blocos de cimento para a posteridade.

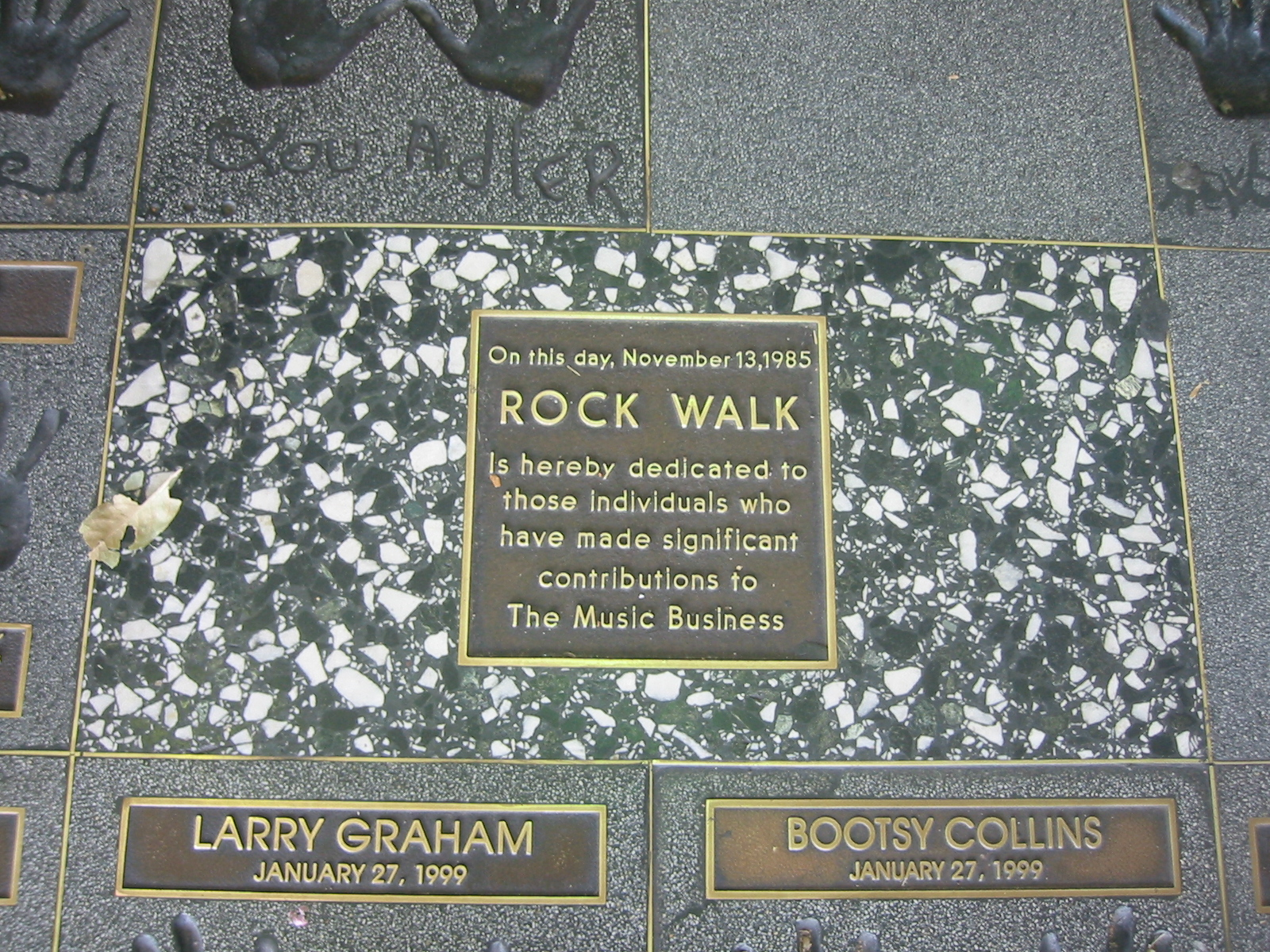
Rock Walk

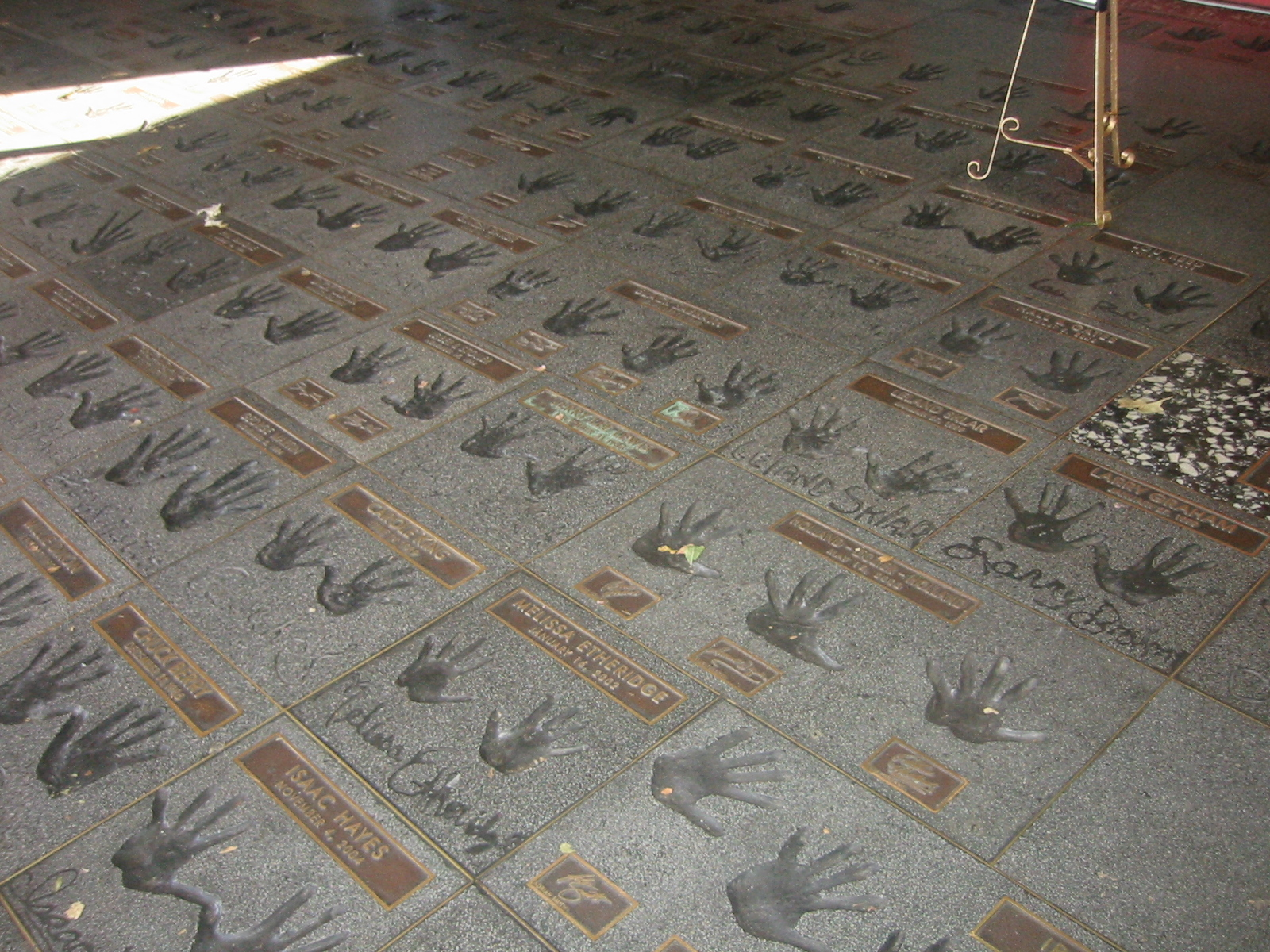
Rock Walk

Alguns artistas notáveis no Rock Walk:
- B.B. King
- B'z
- Elvis Presley
- Alice Cooper
- Black Sabbath
- Blondie
- Carl Perkins
- Chet Atkins
- Eric Clapton
- Frank Zappa
- Iron Maiden
- Jeff Beck
- Jimmy Page
- Jimi Hendrix
- James Brown
- John Lennon
- Les Paul
- Leo Fender
- Johnny Cash
- Sonic Youth
- Roy Orbison
- The Ramones
- Yardbirds
- The Ventures
- Madonna
- Scorpions